# 두호로
두호로(Duho-ro)는 대한민국 경상북도 포항시 북구 두호동 중심부를 연결하는 도로이다.

## 노선 경로
- 삼거리 명칭 미상 - 삼호로
- 사거리 명칭 미상 - 학전로
- 창포사거리 - 새천년대로, 창흥로